# 16e étape du Tour d'Espagne 2017
La 16e étape du Tour d'Espagne 2017 se déroule le mardi 5 septembre 2017, entre Circuit de Navarre et Logroño, sur une distance de 40,2 kilomètres.

## Résultats

### Classement de l'étape
| \| Classement de l'étape \| Classement de l'étape \| Classement de l'étape \| Classement de l'étape \| Classement de l'étape \| \| Coureur \| Coureur \| Pays \| Équipe \| Temps \| \| --------------------- \| --------------------- \| --------------------- \| --------------------- \| --------------------- \| \| 1er \| Christopher Froome \| Royaume-Uni \| Team Sky \| 47 min 00 s \| \| 2e \| Wilco Kelderman \| Pays-Bas \| Team Sunweb \| + 29 s \| \| 3e \| Vincenzo Nibali \| Italie \| Bahrain-Merida \| + 57 s \| \| 4e \| Ilnur Zakarin \| Russie \| Katusha-Alpecin \| + 59 s \| \| 5e \| Alberto Contador \| Espagne \| Trek-Segafredo \| + 59 s \| \| 6e \| Tobias Ludvigsson \| Suède \| FDJ \| + 1 min 07 s \| \| 7e \| Wout Poels \| Pays-Bas \| Team Sky \| + 1 min 11 s \| \| 8e \| Lennard Kämna \| Allemagne \| Team Sunweb \| + 1 min 30 s \| \| 9e \| Daniel Oss \| Italie \| BMC Racing Team \| + 1 min 49 s \| \| 10e \| Alexis Gougeard \| France \| AG2R La Mondiale \| + 1 min 50 s \| |                    |             |                  |              |
| |                    |             |                  |              |
| Source : ProCyclingStats |                    |             |                  |              |
| Classement de l'étape |                    |             |                  |              |
| Coureur | Coureur            | Pays        | Équipe           | Temps        |
| 1er | Christopher Froome | Royaume-Uni | Team Sky         | 47 min 00 s  |
| 2e | Wilco Kelderman    | Pays-Bas    | Team Sunweb      | + 29 s       |
| 3e | Vincenzo Nibali    | Italie      | Bahrain-Merida   | + 57 s       |
| 4e | Ilnur Zakarin      | Russie      | Katusha-Alpecin  | + 59 s       |
| 5e | Alberto Contador   | Espagne     | Trek-Segafredo   | + 59 s       |
| 6e | Tobias Ludvigsson  | Suède       | FDJ              | + 1 min 07 s |
| 7e | Wout Poels         | Pays-Bas    | Team Sky         | + 1 min 11 s |
| 8e | Lennard Kämna      | Allemagne   | Team Sunweb      | + 1 min 30 s |
| 9e | Daniel Oss         | Italie      | BMC Racing Team  | + 1 min 49 s |
| 10e | Alexis Gougeard    | France      | AG2R La Mondiale | + 1 min 50 s |

### Points attribués
| \| Arrivée d'étape - Logroño (km 40,2) \| Arrivée d'étape - Logroño (km 40,2) \| Arrivée d'étape - Logroño (km 40,2) \| Arrivée d'étape - Logroño (km 40,2) \| Arrivée d'étape - Logroño (km 40,2) \| \| ----------------------------------- \| ----------------------------------- \| ----------------------------------- \| ----------------------------------- \| ----------------------------------- \| \| \| Coureur \| Pays \| Équipe \| Point(s) \| \| 1er \| Christopher Froome \| Royaume-Uni \| Sky \| 25 \| \| 2e \| Wilco Kelderman \| Pays-Bas \| Sunweb \| 20 \| \| 3e \| Vincenzo Nibali \| Italie \| Bahrain-Merida \| 16 \| \| 4e \| Ilnur Zakarin \| Russie \| Katusha-Alpecin \| 14 \| \| 5e \| Alberto Contador \| Espagne \| Trek-Segafredo \| 12 \| \| 6e \| Tobias Ludvigsson \| Suède \| FDJ \| 10 \| \| 7e \| Wout Poels \| Pays-Bas \| Sky \| 9 \| \| 8e \| Lennard Kämna \| Allemagne \| Sunweb \| 8 \| \| 9e \| Bob Jungels \| Luxembourg \| Quick-Step Floors \| 7 \| \| 10e \| Daniel Oss \| Italie \| BMC Racing \| 6 \| \| 11e \| Alexis Gougeard \| France \| AG2R La Mondiale \| 5 \| \| 12e \| Tejay Van Garderen \| États-Unis \| BMC Racing \| 4 \| \| 13e \| Yves Lampaert \| Belgique \| Quick-Step Floors \| 3 \| \| 14e \| Steven Kruijswijk \| Pays-Bas \| Lotto NL-Jumbo \| 2 \| \| 15e \| Matteo Trentin \| Italie \| Quick-Step Floors \| 1 \| \| modifier \| \| \| \| \| |                    |             |                   |          |
| Arrivée d'étape - Logroño (km 40,2) |                    |             |                   |          |
| | Coureur            | Pays        | Équipe            | Point(s) |
| 1er | Christopher Froome | Royaume-Uni | Sky               | 25       |
| 2e | Wilco Kelderman    | Pays-Bas    | Sunweb            | 20       |
| 3e | Vincenzo Nibali    | Italie      | Bahrain-Merida    | 16       |
| 4e | Ilnur Zakarin      | Russie      | Katusha-Alpecin   | 14       |
| 5e | Alberto Contador   | Espagne     | Trek-Segafredo    | 12       |
| 6e | Tobias Ludvigsson  | Suède       | FDJ               | 10       |
| 7e | Wout Poels         | Pays-Bas    | Sky               | 9        |
| 8e | Lennard Kämna      | Allemagne   | Sunweb            | 8        |
| 9e | Bob Jungels        | Luxembourg  | Quick-Step Floors | 7        |
| 10e | Daniel Oss         | Italie      | BMC Racing        | 6        |
| 11e | Alexis Gougeard    | France      | AG2R La Mondiale  | 5        |
| 12e | Tejay Van Garderen | États-Unis  | BMC Racing        | 4        |
| 13e | Yves Lampaert      | Belgique    | Quick-Step Floors | 3        |
| 14e | Steven Kruijswijk  | Pays-Bas    | Lotto NL-Jumbo    | 2        |
| 15e | Matteo Trentin     | Italie      | Quick-Step Floors | 1        |
| modifier |                    |             |                   |          |

## Classements à l'issue de l'étape

### Classement général
| \| Classement général \| Classement général \| Classement général \| Classement général \| Classement général \| \| Coureur \| Coureur \| Pays \| Équipe \| Temps \| \| ------------------ \| ------------------ \| ------------------ \| ------------------ \| ------------------ \| \| 1er \| Christopher Froome \| Royaume-Uni \| Team Sky \| 62 h 53 min 25 s \| \| 2e \| Vincenzo Nibali \| Italie \| Bahrain-Merida \| + 1 min 58 s \| \| 3e \| Wilco Kelderman \| Pays-Bas \| Team Sunweb \| + 2 min 40 s \| \| 4e \| Ilnur Zakarin \| Russie \| Katusha-Alpecin \| + 3 min 07 s \| \| 5e \| Alberto Contador \| Espagne \| Trek-Segafredo \| + 4 min 58 s \| \| 6e \| Miguel Ángel López \| Colombie \| Astana \| + 5 min 25 s \| \| 7e \| Fabio Aru \| Italie \| Astana \| + 6 min 27 s \| \| 8e \| Wout Poels \| Pays-Bas \| Team Sky \| + 6 min 33 s \| \| 9e \| Esteban Chaves \| Colombie \| Orica-Scott \| + 6 min 40 s \| \| 10e \| Michael Woods \| Canada \| Cannondale-Drapac \| + 7 min 06 s \| |                    |             |                   |                  |
| |                    |             |                   |                  |
| Source : ProCyclingStats |                    |             |                   |                  |
| Classement général |                    |             |                   |                  |
| Coureur | Coureur            | Pays        | Équipe            | Temps            |
| 1er | Christopher Froome | Royaume-Uni | Team Sky          | 62 h 53 min 25 s |
| 2e | Vincenzo Nibali    | Italie      | Bahrain-Merida    | + 1 min 58 s     |
| 3e | Wilco Kelderman    | Pays-Bas    | Team Sunweb       | + 2 min 40 s     |
| 4e | Ilnur Zakarin      | Russie      | Katusha-Alpecin   | + 3 min 07 s     |
| 5e | Alberto Contador   | Espagne     | Trek-Segafredo    | + 4 min 58 s     |
| 6e | Miguel Ángel López | Colombie    | Astana            | + 5 min 25 s     |
| 7e | Fabio Aru          | Italie      | Astana            | + 6 min 27 s     |
| 8e | Wout Poels         | Pays-Bas    | Team Sky          | + 6 min 33 s     |
| 9e | Esteban Chaves     | Colombie    | Orica-Scott       | + 6 min 40 s     |
| 10e | Michael Woods      | Canada      | Cannondale-Drapac | + 7 min 06 s     |

### Classement par points
| Classement par points | Classement par points | Classement par points | Classement par points | Classement par points |
| Coureur               | Coureur               | Pays                  | Équipe                | Points                |
| --------------------- | --------------------- | --------------------- | --------------------- | --------------------- |
| 1er                   | Christopher Froome    | Royaume-Uni           | Team Sky              | 135 pts               |
| 2e                    | Matteo Trentin        | Italie                | Quick-Step Floors     | 108 pts               |
| 3e                    | Vincenzo Nibali       | Italie                | Bahrain-Merida        | 104 pts               |
| 4e                    | Wilco Kelderman       | Pays-Bas              | Team Sunweb           | 82 pts                |
| 5e                    | Miguel Ángel López    | Colombie              | Astana                | 74 pts                |
| 6e                    | Ilnur Zakarin         | Russie                | Katusha-Alpecin       | 67 pts                |
| 7e                    | Esteban Chaves        | Colombie              | Orica-Scott           | 61 pts                |
| 8e                    | Alberto Contador      | Espagne               | Trek-Segafredo        | 60 pts                |
| 9e                    | Paweł Poljański       | Pologne               | Bora-Hansgrohe        | 58 pts                |
| 10e                   | José Joaquín Rojas    | Espagne               | Movistar Team         | 57 pts                |

### Classement du meilleur grimpeur
| Classement du meilleur grimpeur | Classement du meilleur grimpeur | Classement du meilleur grimpeur | Classement du meilleur grimpeur | Classement du meilleur grimpeur |
| ------------------------------- | ------------------------------- | ------------------------------- | ------------------------------- | ------------------------------- |
|                                 | Coureur                         | Pays                            | Équipe                          | Point(s)                        |
| 1er                             | Davide Villella                 | Italie                          | Cannondale-Drapac               | 49 points                       |
| 2e                              | Miguel Ángel López              | Colombie                        | Astana                          | 41 pts                          |
| 3e                              | Christopher Froome              | Royaume-Uni                     | Sky                             | 29 pts                          |
| 4e                              | Rafał Majka                     | Pologne                         | Bora-Hansgrohe                  | 28 pts                          |
| 5e                              | José Joaquín Rojas              | Espagne                         | Movistar                        | 27 pts                          |
| 6e                              | Romain Bardet                   | France                          | AG2R La Mondiale                | 20 pts                          |
| 7e                              | Thomas De Gendt                 | Belgique                        | Lotto-Soudal                    | 19 pts                          |
| 8e                              | Darwin Atapuma                  | Colombie                        | UAE Emirates                    | 18 pts                          |
| 9e                              | Ilnur Zakarin                   | Russie                          | Katusha-Alpecin                 | 18 pts                          |
| 10e                             | Esteban Chaves                  | Colombie                        | Orica-Scott                     | 15 pts                          |
| modifier                        |                                 |                                 |                                 |                                 |

### Classement du combiné
| Classement du combiné | Classement du combiné | Classement du combiné | Classement du combiné | Classement du combiné |
| --------------------- | --------------------- | --------------------- | --------------------- | --------------------- |
|                       | Coureur               | Pays                  | Équipe                | Point(s)              |
| 1er                   | Christopher Froome    | Royaume-Uni           | Sky                   | 5 points              |
| 2e                    | Miguel Ángel López    | Colombie              | Astana                | 13 pts                |
| 3e                    | Wilco Kelderman       | Pays-Bas              | Sunweb                | 19 pts                |
| 4e                    | Ilnur Zakarin         | Russie                | Katusha-Alpecin       | 21 pts                |
| 5e                    | Vincenzo Nibali       | Italie                | Bahrain-Merida        | 21 pts                |
| 6e                    | Esteban Chaves        | Colombie              | Orica-Scott           | 26 pts                |
| 7e                    | Romain Bardet         | Espagne               | AG2R La Mondiale      | 45 pts                |
| 8e                    | Michael Woods         | Canada                | Cannondale-Drapac     | 46 pts                |
| 9e                    | José Joaquin Rojas    | France                | Movistar              | 46 pts                |
| 10e                   | Alberto Contador      | Espagne               | Trek-Segafredo        | 50 pts                |
| modifier              |                       |                       |                       |                       |

### Classement par équipes
| Classement par équipes | Classement par équipes | Classement par équipes | Classement par équipes |
| Équipe                 | Équipe                 | Pays                   | Temps                  |
| ---------------------- | ---------------------- | ---------------------- | ---------------------- |
| 1re                    | Astana                 | Kazakhstan             | 188 h 20 min 35 s      |
| 2e                     | Sky                    | Royaume-Uni            | + 9 min 33 s           |
| 3e                     | Movistar Team          | Espagne                | + 33 min 37 s          |
| 4e                     | UAE Team Emirates      | Émirats arabes unis    | + 51 min 40 s          |
| 5e                     | Orica-Scott            | Australie              | + 1 h 11 min 45 s      |

## Abandons
- 83 -  Nico Denz (AG2R La Mondiale) : Non partant
- 86 -  Alexandre Geniez (AG2R La Mondiale) : Non partant
- 46 -  Svein Tuft (Orica-Scott) : Non partant
- 33 -  Rohan Dennis (BMC Racing) : Non partant
- 34 -  Kilian Frankiny (BMC Racing) : Non partant